# Avtorske pravice
Avtorske pravice (angleško copyright) so posebne pravice avtorja na izrazu svojega dela. Spadajo med pravice intelektualne lastnine.

## Narava avtorskih pravic
Avtorske pravice so izključne (monopolne) narave in omejujejo uporabo avtorskega dela brez soglasja avtorja. Ločimo predvsem materialne in moralne avtorske pravice, poznamo pa tudi druge oziroma sorodne pravice.

### Moralne pravice
Moralne avtorske pravice se nanašajo na izključna osebnostna upravičenja avtorja in varujejo njegove duhovne in osebne vezi do dela.
- Pravica prve objave
- Pravica priznanja avtorstva
- Pravica spoštovanja dela
- Pravica skesanja

### Materialne pravice
Materialne avtorske pravice varujejo izključna premoženjska upravičenja.
- Uporaba dela v telesni obliki obsega zlasti pravico reproduciranja.
- Uporaba dela v netelesni obliki obsega zlasti:

1. pravica javnega izvajanja
2. pravica javnega prenašanja
3. pravica javnega predvajanja s fonogrami in videogrami
4. pravica javnega prikazovanja
5. pravica radiodifuznega oddajanja
6. pravica radiodifuzne retransmisije
7. pravica sekundarnega radiodifuznega oddajanja
8. pravica dajanja na voljo javnosti

- Uporaba dela v spremenjeni obliki obsega zlasti naslednje pravice:

1. pravica predelave
2. pravica avdiovizualne priredbe

- Uporaba primerkov avtorskega dela obsega naslednji pravici:

1. pravica distribuiranja
2. pravica dajanja v najem

### Druge pravice
- Pravica dostopa in izročitve
- Sledna pravica
- Pravica javnega posojanja
- Pravica do nadomestila

## Varovana avtorska dela
Avtorske pravice varujejo avtorska dela. Ta so opredeljena kot individualne intelektualne stvaritve s področja književnosti, znanosti in umetnosti, ki so na kakršenkoli način izražene. Mednje po Zakonu o avtorskih in sorodnih pravicah spadajo zlasti:
1. govorjena dela, kot npr. govori, pridige, predavanja;
2. pisana dela, kot npr. leposlovna dela, članki, priročniki, študije ter računalniški programi;
3. glasbena dela z besedilom ali brez besedila;
4. gledališka, gledališko-glasbena in lutkovna dela;
5. koreografska in pantomimska dela;
6. fotografska dela in dela, narejena po postopku, podobnem fotografiranju;
7. avdiovizualna dela;
8. likovna dela, kot npr. slike, grafike in kipi;
9. arhitekturna dela, kot npr. skice, načrti ter izvedeni objekti s področja arhitekture, urbanizma in krajinske arhitekture;
10. dela uporabne umetnosti in industrijskega oblikovanja;
11. kartografska dela;
12. predstavitve znanstvene, izobraževalne ali tehnične narave (tehnične risbe, načrti, skice, tabele, izvedenska mnenja, plastične predstavitve in druga dela enake narave).

Avtorsko pravno izrecno niso varovane:
1. ideje, načela, odkritja;
2. uradna besedila z zakonodajnega, upravnega in sodnega področja;
3. ljudske književne in umetniške stvaritve.

## Nastanek avtorske pravice
Avtorske pravice pripadajo avtorju na podlagi same stvaritve dela. Posebna registracija ali opredelitev dela kot zaščitenega ni potrebna, je pa lahko koristna zaradi dokazovanja pravic v morebitnem sporu. Drugače je v ZDA, kjer je za avtorskopravno varstvo registracija dela potrebna.
Iz ameriškega sistema tudi izhaja simbol za avtorske pravice ©, v nekaterih primerih zapisan tudi kot (c). V slovenskem in evropskih pravnih sistemih tovrstna oznaka ni potrebna, je pa pogosto uporabljana.

## Trajanje avtorske pravice
Trajanje avtorskih pravic je časovno omejeno. V primeru fizičnih oseb trajajo še 70 let po smrti avtorja dela, oziroma 70 let od nastanka v primeru neznanega avtorja (psevdonim) ali pravnih oseb.
Po nekaterih mnenjih se doba zakonskega varovanja avtorskih pravic vsakih nekaj desetletij podaljša (npr. s 50 na 70 let) predvsem zaradi vpliva ameriške filmske industrije z Disneyjem na čelu, ki želi zaščititi še vedno aktualno filmsko produkcijo.

## Zakonska ureditev
Avtorske pravice so v Evropski uniji urejene z zakoni in mednarodnimi pogodbami. Zakon, ki ureja avtorske pravice na območju Republike Slovenije, je Zakon o avtorskih in sorodnih pravicah.
Avtorske pravice se lahko prenašajo le v pisni obliki, s pogodbo.
Kljub zakonski zaščiti avtorskih pravic, lahko avtor da tudi enostransko prostovoljno soglasje za prosto uporabo svojega avtorskega dela. Tovrstno dovoljenje mora biti praviloma dano v pisni obliki, saj je le tako lahko nadaljnji uporabnik avtorskega dela prepričan o svoji pravni varnosti.
Članki v Wikipediji so zaščiteni z avtorskimi pravicami, razširjanje pa je dovoljeno pod pogoji Dovoljenja GNU za rabo proste dokumentacije.

### Prosta uporaba
Avtorske pravice so lahko vsebinsko omejene z zakonitimi licencami (npr. za pouk ali invalidne osebe) ali s pravico proste oziroma poštene uporabe, predvsem zaradi pravice do obveščenosti.

## Sodna praksa

### Vrhovno sodišče RS
- Sodba I Up 11/2003

Delodajalec lahko pod določenimi pogoji izplačuje delojemalcu tako plačo kot avtorski honorar za avtorsko delo, opravljeno v delovnem razmerju, in sicer kumulativno. (VSRS, Sodba I Up 11/2003, 20.4.2005)
- Sodba II Ips 552/2003

Pri avtorski pogodbi o naročilu računalniškega programa ZASP v 112. členu določa domnevo o prenosu materialnih avtorskih pravic avtorja na naročnika, vendar s pomembnim dostavkom: če ni v pogodbi drugače določeno. Tak drugačen dogovor je v domeni pogodbene svobode avtorja in naročnika računalniškega programa. Zato sta se pravdni stranki lahko dogovorili, da si tožnik kot avtor pridrži pravico predelave. (VSRS, Sodba II Ips 552/2003, 10.11.2004)
- Sklep II Ips 192/2000

V avtorski pogodbi je mogoče dogovoriti pogodbeno kazen za primer neizpolnitve tistih obveznosti avtorjevega sopogodbenika, ki niso denarne narave. Prepoved pogodbene kazni za denarne obveznosti po tretjem odstavku 270. člena ZOR se takih primerih nanaša samo na plačilo honorarja. (VSRS, Sklep II Ips 192/2000, 4.10.2000)
- Sodba II Ips 8/2000

Tožena stranka je s predvajanjem glasbe v diskoteki v svojo korist uporabila pravico avtorjev glasbe do javnega predvajanja s fonogrami. Zato je tožeči stranki, Združenju skladateljev, avtorjev in založnikov za zaščito avtorskih pravic Slovenije - SAZAS, dolžna plačati nadomestilo z korist, ki jo je imela od uporabe. Korist tožene stranke znaša toliko, kolikor bi za uporabo avtorskih pravic v spornem obdobju morala plačati na podlagi veljavnega Pravilnika o javnem izvajanju in predstavljanju glasbenih dejavnosti. (VSRS, Sodba II Ips 8/2000, 29.6.2000)
- Sodba II Ips 511/2004

Imetnik gostinskega lokala mora placevati pogodbeno doloceni honorar za izvajanje neodrskih glasbenih del tudi po poteku casa, dolocenega v pogodbi, ce je tudi kasneje predvajal glasbo v enakih okolišcinah. (VSRS, Sodba II Ips 511/2004, 24.5.2006)
- Sodba II Ips 742/2005

Toženka je imela od nezakonite uporabe tuje pravice dolocene koristi, zato imajo avtorji oziroma zanje kolektivna organizacija pravico terjati nadomestilo, ki je po višini obicajno za javno uporabo glasbenih del. (VSRS, Sodba II Ips 742/2005, 12.1.2006)